# 灰磘港玉旨宮 (北門)
玉旨宮是臺灣臺南市北門區的一間廟宇，是舊時學甲十三庄灰瑤港庄頭內的聚落角頭廟之一，屬學甲慈濟宮代表八選舉區中的北門區。行政區曾經規劃為北門鄉玉港村，然2010年12月25日臺南實施縣市合併統一稱臺南市，原北門鄉升格為區級單位，又於2018年01月29日進行里鄰編組及調整，將原有之村級單位改為里即玉港里，因此玉旨宮目前位於北門區玉港里境內。

## 建廟沿革
一開始灰磘港玉旨宮的信仰，是由中國大陸一群不願受外來民族統治，進而隨鄭氏軍隊來臺開墾的先人所起，先祖們落腳於此當時的尖山仔，即為今日灰磘港庄頭，而此時有些先民也帶來了來自各家的信仰，尤其是在落腳安定後，每個神祇的信仰與奉祀便開始逐漸興盛。
因為灰磘港的宗教信仰多起於各自的家神，所以逐漸形成一個多神祇的信仰情形，正因如此，數百年來這裡雖有熱絡的宗教信仰，但卻沒有一個正式的庄頭宮（公）廟。此情形一直延續到1945年因臺灣光復後，終於擺脫了日人皇民化的規定而恢復自由的宗教信仰，但由於庄頭離南鯤鯓僅3-4公里，故而這裡的信仰也受南鯤鯓影響，大多當地居民信徒逐漸以王爺信仰為主。而此時庄民便提議找一場所先奉祀玉皇大帝以及李府千歲，並且眾人決定以農曆的四月15為眾神的祭祀日，並且在當天也會迎請庄頭中所有的眾家神尊前來，讓庄頭的信眾一同參拜。
這種祭祀的模式一直到1978年，當年兩次前往南鯤鯓的兩次進香回鑾後，受到李府與池府千歲降駕的提示下，延請陳姓庄民前來研議建廟事宜，但這兩次協商卻沒有結果。直到同年農曆十月十八日，南鯤鯓的開基吳府千歲偕同庄內眾神祇，藉由乩童以及以手轎方式降下旨意，終於決並定同意了各項的建廟事宜。在庄民共同合作下，1981年農曆四月廟宇落成並進行各神祇安座儀式，此時也訂定廟名為玉旨宮，同時定每年農曆四月26日李府千歲聖誕為廟慶日，而慶典活動為搬演酬神大戲並往南鯤鯓代天府進香。

## 軼事
灰瑤港玉旨宮的建廟，與同屬庄頭的聚落宮廟天封宮有著密切的牽連!兩間聚落中的角頭公廟，都是起因於地名上的稱呼紛爭故事而來。其原因乃源自臺灣光復後灰窯港庄頭欲設村級單位，在庄頭名稱上當時有兩派想法，一派以陳興元為代表取名為「玉港」，其意為希望灰瑤港能如玉石般無暇珍貴。另一派則由吳德領導取名為「占山」，其意乃是占山（即當地舊名尖山）而居，期許此地能代代興盛並能有與傳統地名同音之功。此事雙方各執己見爭執不下，為求公平只得請南鯤鯓舊三王前來裁定，當時裁定地點則是另一角頭廟天封宮，雙方以擲茭方式請求三王做裁定，最後由陳興元所取之名玉港勝出，也是今日玉港里的由來。然另一方代表吳德則深感不滿，並認為如以港為名之地出現「玉」字相當不吉，地方必然會有分家之虞，其後此庄頭果真也分家，尤其是庄頭中的聚落公廟，而玉旨宮也就是在此一情形下產生。今日聚落中的天封宮為來自南安的陳姓所有，而玉旨宮則是來自中洲的陳姓以及雜姓所有。
在玉旨宮周圍是舊時所謂的尖山仔，目前築有矮牆將其範圍圈起，而其所圍繞範圍洽也在玉旨宮的四周，目前此牆由臺灣藝術大學的師生進行藝術美化創作，牆面則採用蚵殼灰來做各種的彩繪裝飾。此舉的主要目的，是藉由藝術彩繪讓庄民與遊客知曉灰窯港往日的景觀，並以此勾勒庄頭已失去的灰窯文化。另外，玉旨宮拜殿的門神圖像，乃是出自臺南著名藝師潘麗水先生的手藝。

## 圖集

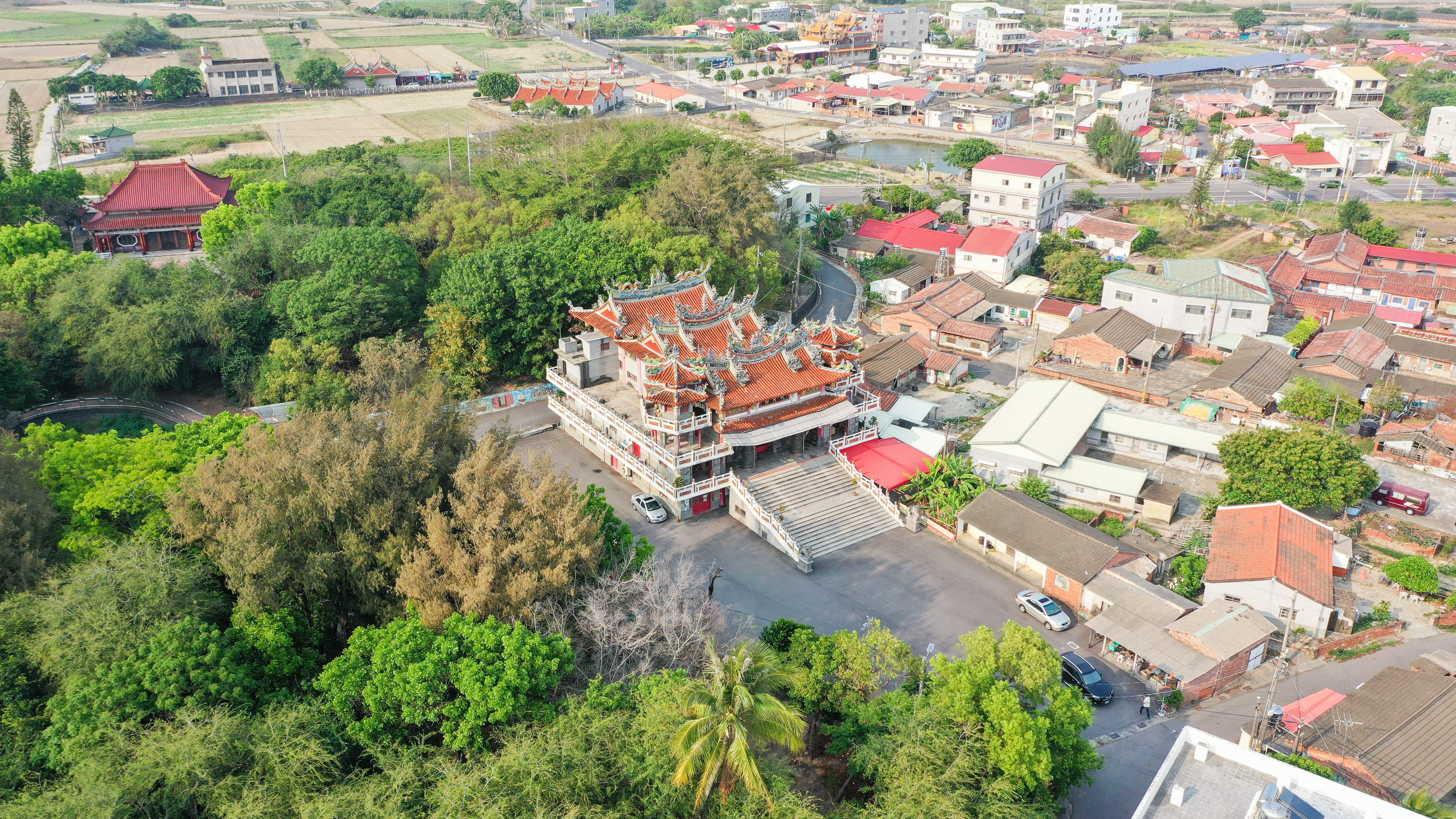
灰窯港玉旨宮 - 空照
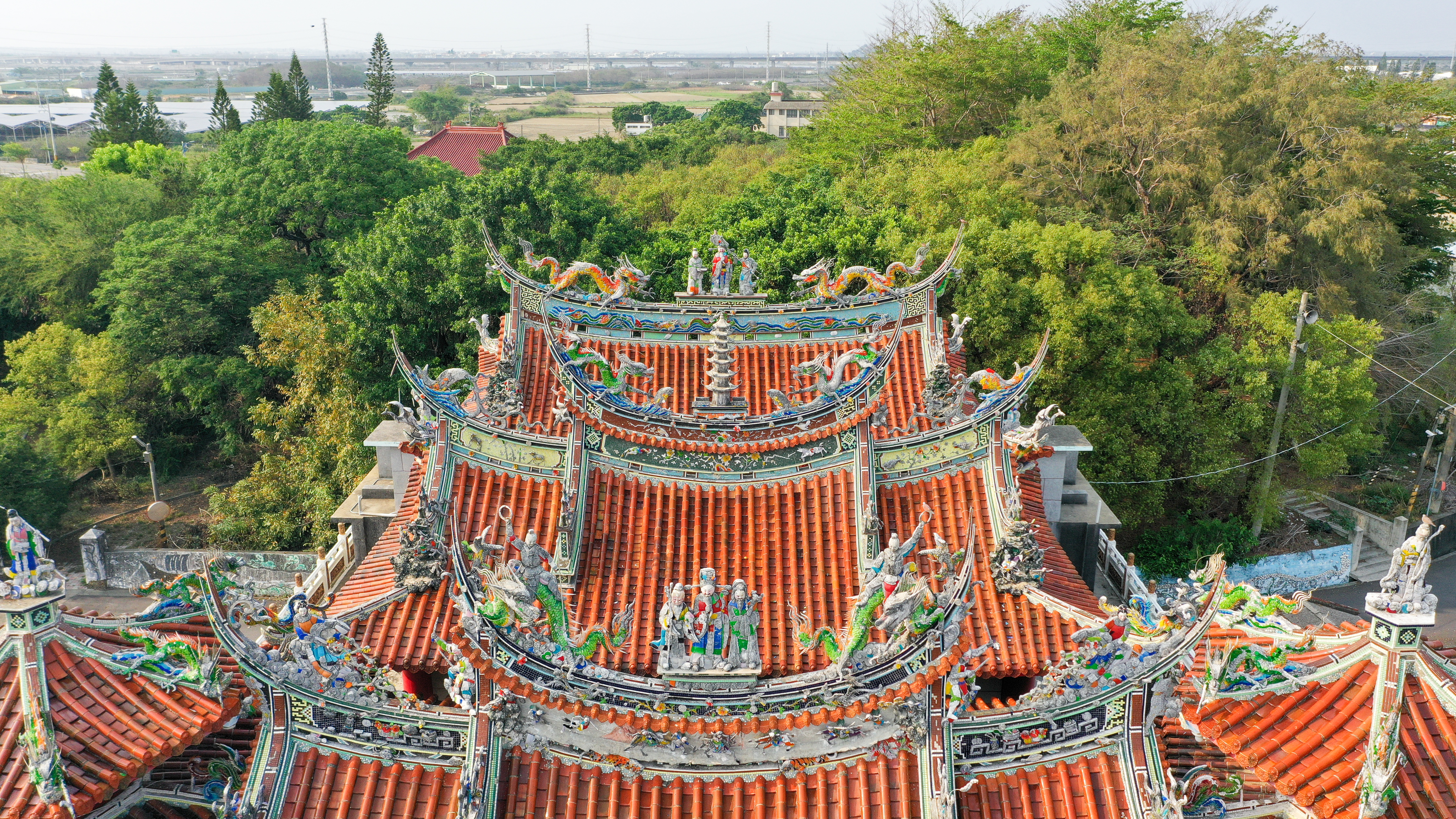
灰瑤港玉旨宮-屋頂裝飾
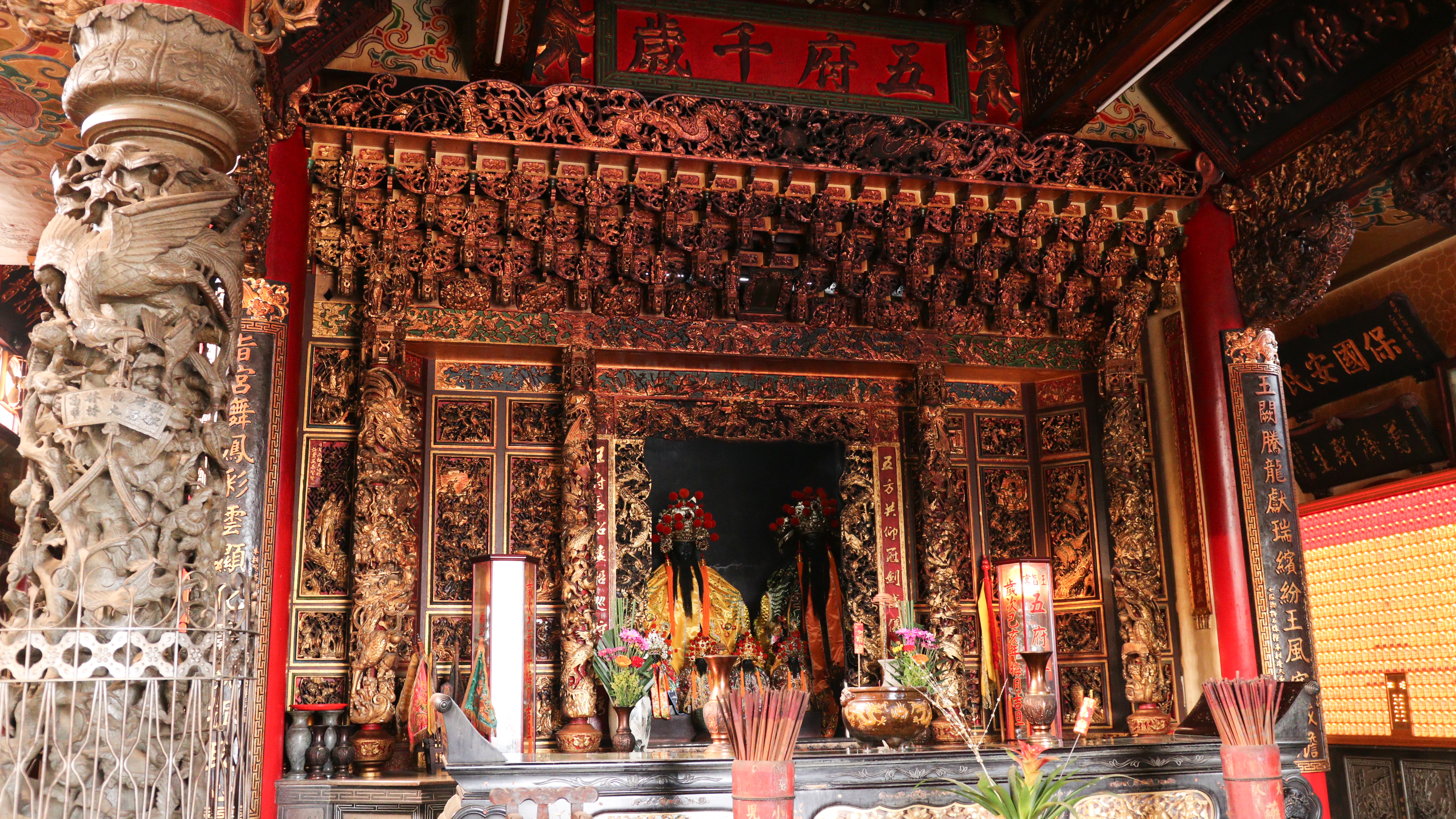
灰窯港玉旨宮 - 神龕
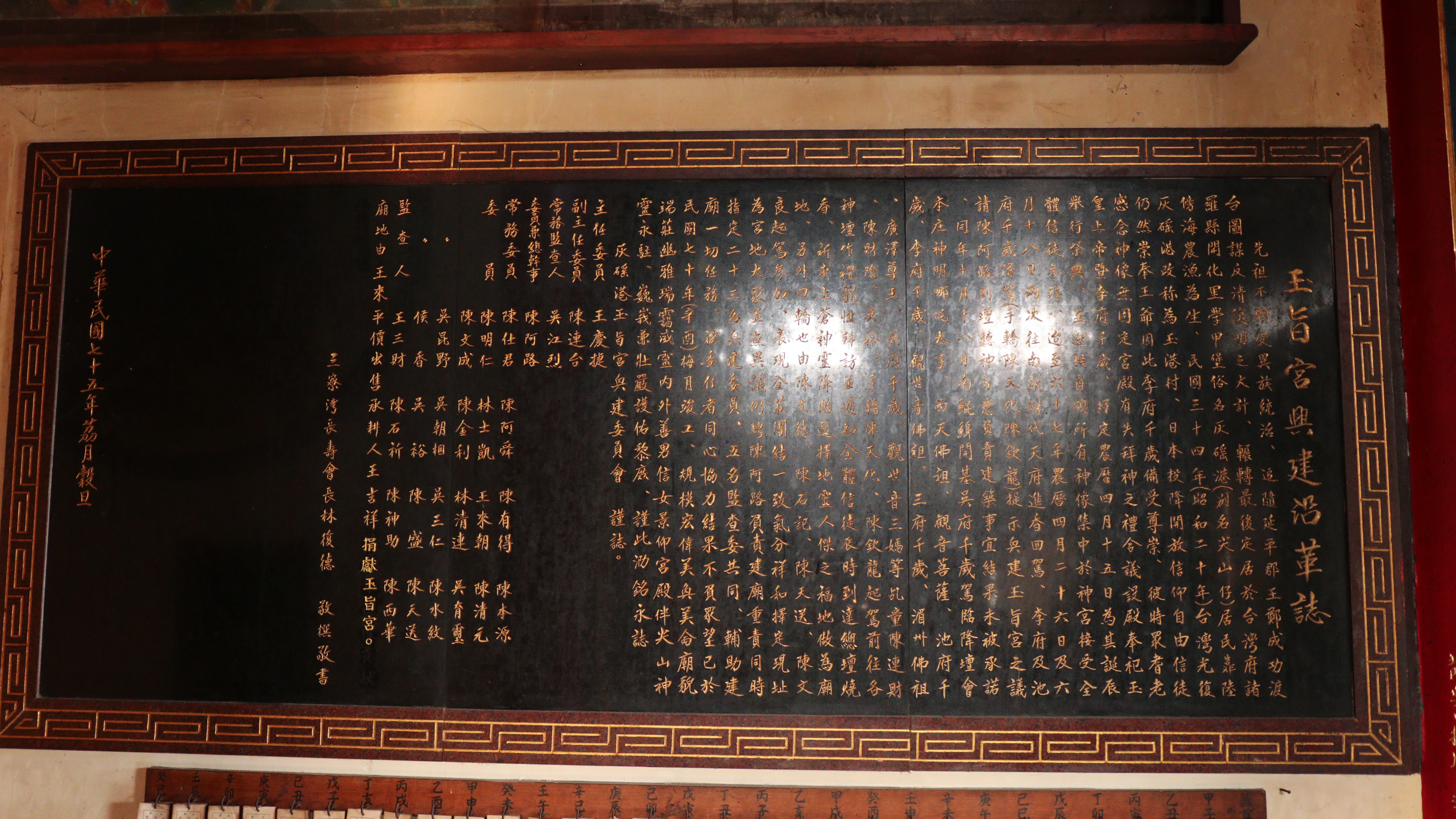
灰窯港玉旨宮-沿革紀念碑
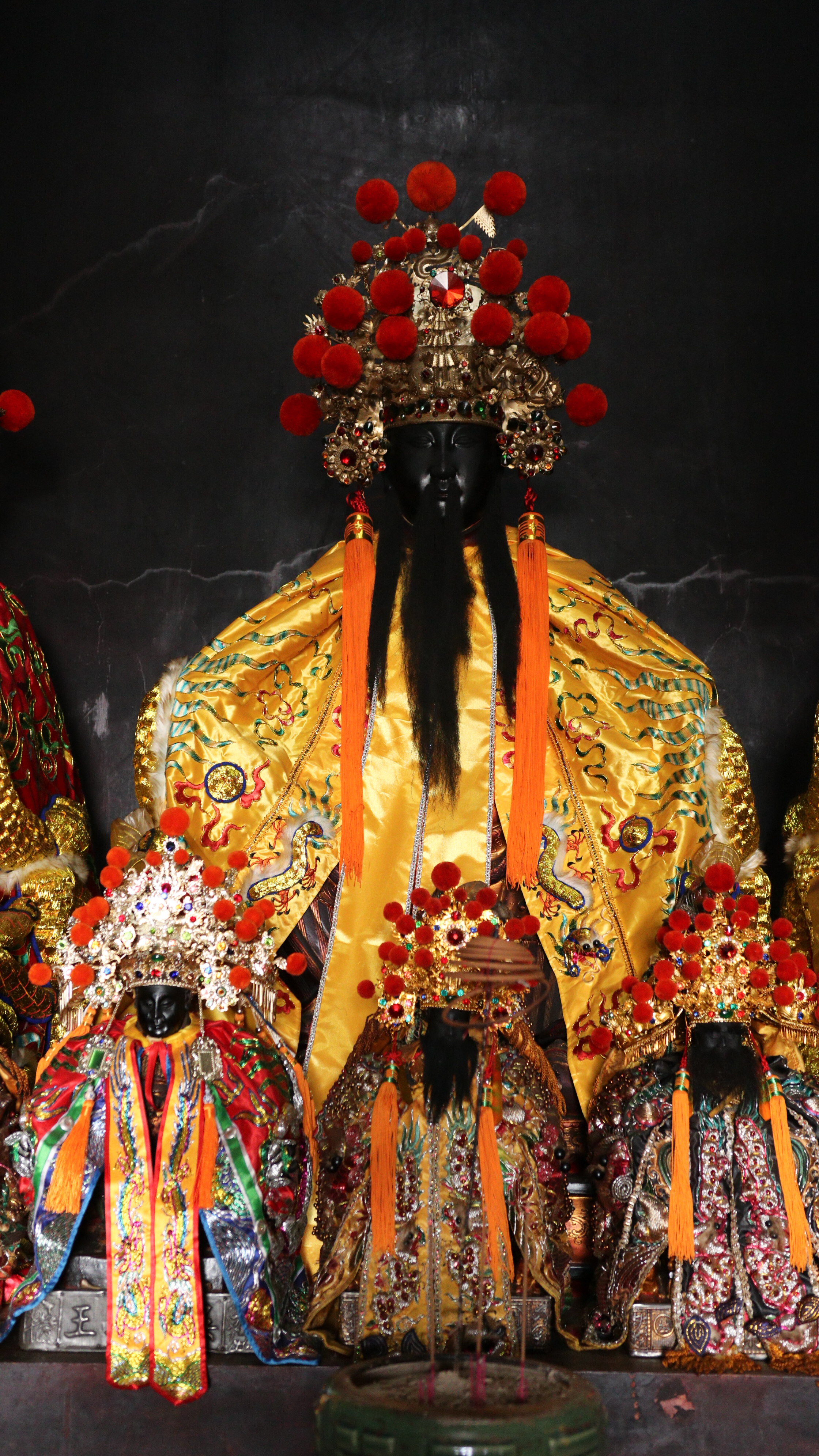
灰瑤港玉旨宮-主祀神祇